# Bahnstrecke Großenhain Berl Bf–Großenhain Cottb Bf
| Streckennummer: | 6250; sä. DEG        |                             |                             |
| Kursbuchstrecke (DB): | 225                  |                             |                             |
| Streckenlänge: | 1,208 km             |                             |                             |
| Spurweite: | 1435 mm (Normalspur) |                             |                             |
| Streckenklasse: | D4                   |                             |                             |
| Stromsystem: | 15 kV, 16,7 Hz ~     |                             |                             |
| Minimaler Radius: | 230 m                |                             |                             |
| Streckengeschwindigkeit: | 40 km/h              |                             |                             |
| Zugbeeinflussung: | PZB                  |                             |                             |
| Zweigleisigkeit: | —                    |                             |                             |
| |                      |                             |                             |
| \| \| \| von Berlin Dresdener Bf \| \| \| \| 0,000 \| Großenhain Berl Bf \| 117 m \| \| \| \| nach Dresden-Friedrichstadt \| \| \| \| \| von Cottbus Hbf \| \| \| \| 1,208 \| Großenhain Cottb Bf \| 116 m \| \| \| \| nach Priestewitz \| \| \| \| \| \| \| \| Quellen: [1] \| \| \| \| |                      |                             |                             |
| Strecke |                      | von Berlin Dresdener Bf     | von Berlin Dresdener Bf     |
| Dienststation / Betriebs- oder Güterbahnhof | 0,000                | Großenhain Berl Bf          | 117 m                       |
| Abzweig geradeaus und nach rechts |                      | nach Dresden-Friedrichstadt | nach Dresden-Friedrichstadt |
| Abzweig geradeaus und von links |                      | von Cottbus Hbf             | von Cottbus Hbf             |
| Bahnhof | 1,208                | Großenhain Cottb Bf         | 116 m                       |
| Strecke |                      | nach Priestewitz            | nach Priestewitz            |
| |                      |                             |                             |
| Quellen: |                      |                             |                             |

Die Bahnstrecke Großenhain Berl Bf–Großenhain Cottb Bf ist eine eingleisige, elektrifizierte Hauptbahn im Stadtgebiet von Großenhain in Sachsen. Die kurze Verbindungsbahn zweigt im Bahnhof Großenhain Berl Bf von der Bahnstrecke Berlin–Dresden ab und mündet in Großenhain Cottb Bf in die Bahnstrecke Großenhain–Priestewitz ein.

## Geschichte
Die Strecke wurde am 17. Juni 1875 in Betrieb genommen. Seit dem 1. Juli 1923 gehört sie nicht mehr zur freien Strecke, sondern ist ein Bahnhofsgleis zwischen beiden Bahnhöfen. Gegenwärtig wird sie ausschließlich von den Nahverkehrszügen zwischen Elsterwerda und Dresden sowie Güterzügen genutzt.

## Streckenbeschreibung
Die Strecke verläuft im Norden der Stadt von Großenhain Berl Bf an der Bahnstrecke Berlin–Dresden nach Großenhain Cottb Bf, wo sie gemeinsam mit der Strecke von Cottbus Hbf in die Bahnstrecke Großenhain Cottb Bf–Priestewitz übergeht. 
Der Bahnübergang Rosa-Luxemburg-Straße wird durch eine elektrische Vollschrankenanlage mit Haltlichtern gesichert, die Bahnübergänge Berliner Straße und Auenstraße besitzen Lichtzeichen. Das einzige Hauptsignal des Berl Bf, das Züge in Richtung Berlin passieren, fungiert als Ausfahrsignal; in Fahrtrichtung Cottb Bf befindet sich ein Zwischensignal. Dahinter liegt eine verkürzte Schutzstrecke.

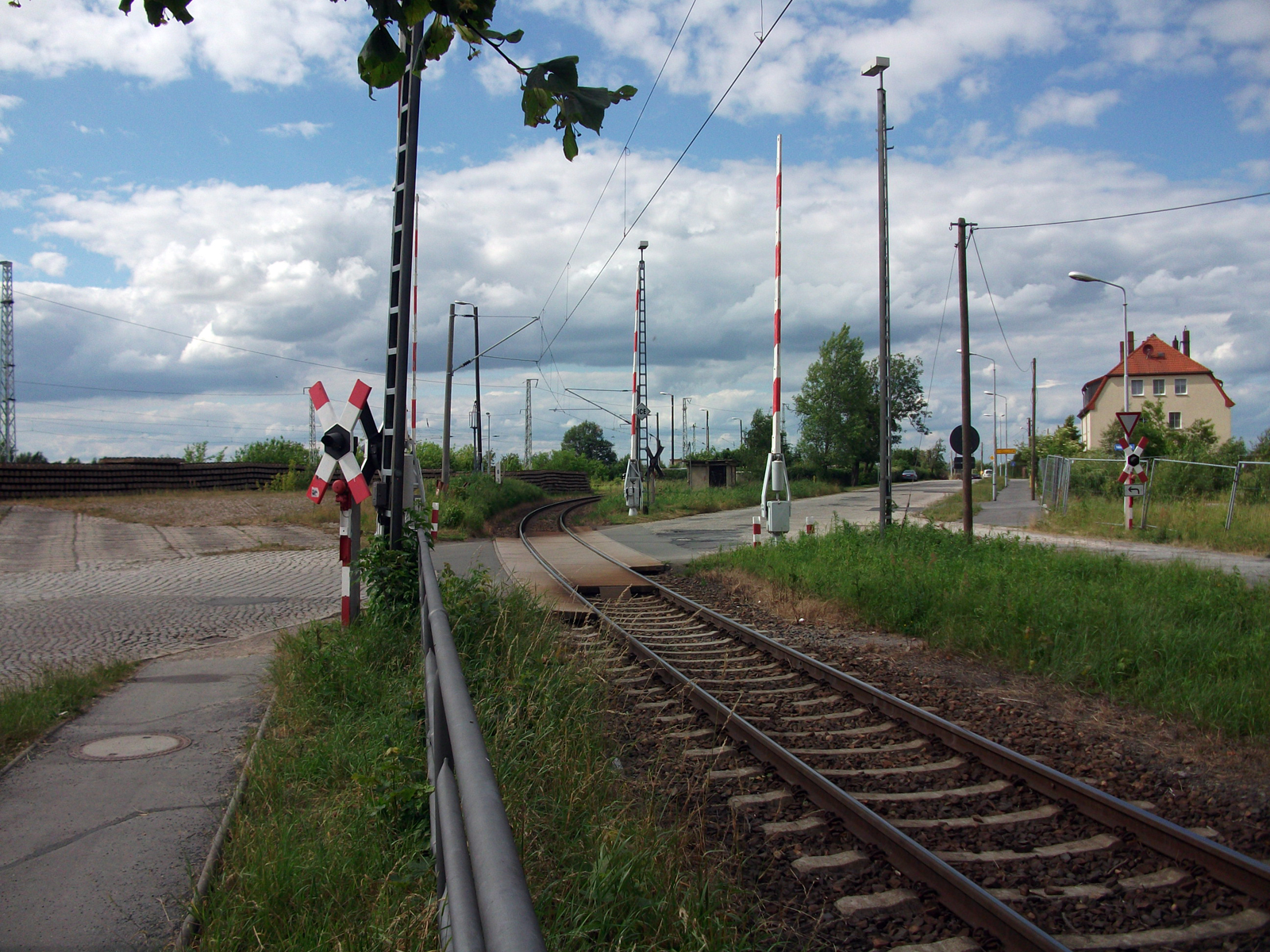
Blick auf den Bahnübergang Rosa-Luxemburg-Straße in Richtung Berlin
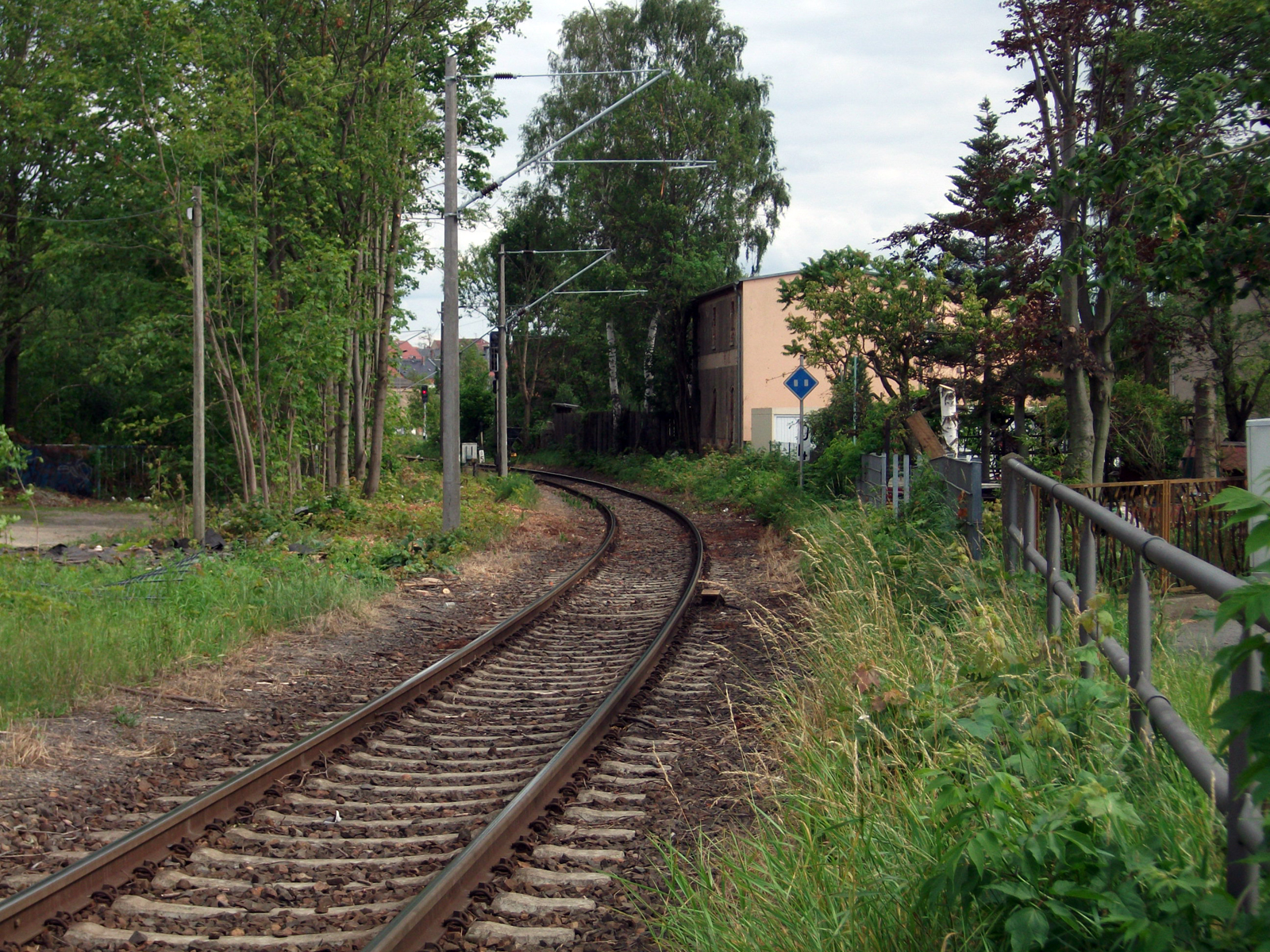
Ankündigung der Schutzstrecke, Ausfahrsignal des Berl Bf, Zwischensignal des Cottb Bf (Hintergrund)
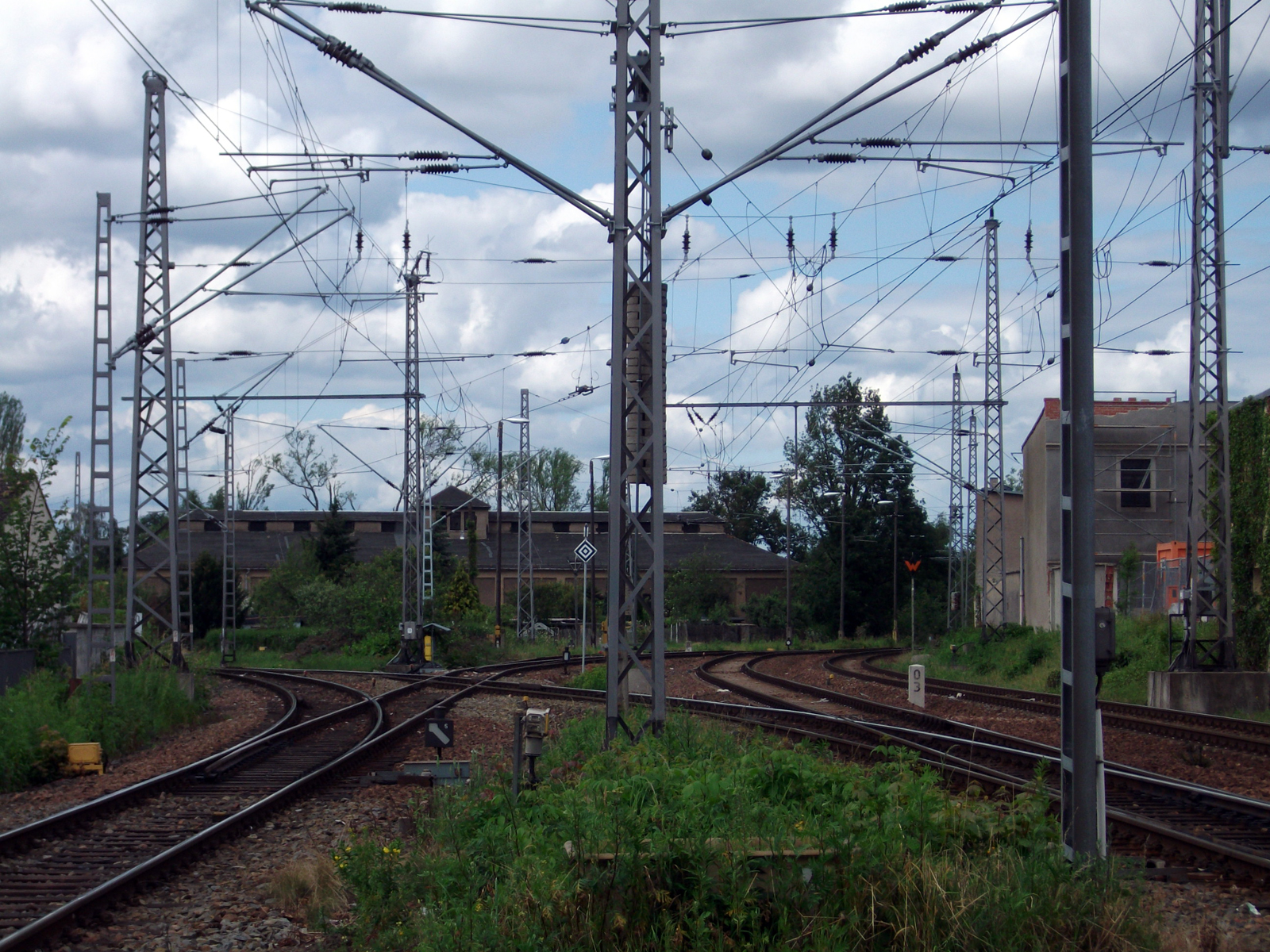
Blick vom Bahnübergang Berliner Straße in Richtung Cottbus/Berlin